# National Industrial Recovery Act

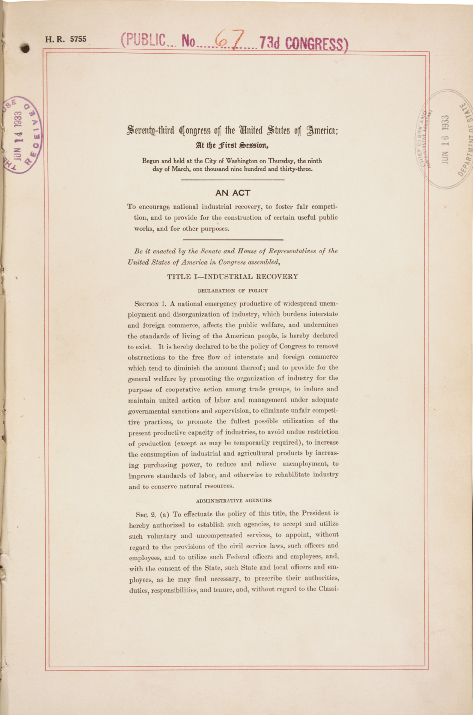
Página inicial de la National Industrial Recovery Act, firmada por el presidente Franklin D. Roosevelt el 16 de junio de 1933.

La National Industrial Recovery Act (Ley de Recuperación de la Industria Nacional), también conocida como NIRA por sus siglas en inglés y denominada oficialmente "Ley del 16 de junio de 1933 ("Act of June 16, 1933) fue una ley de Estados Unidos dictada como parte del New Deal, creada para luchar contra la Gran Depresión durante el gobierno del presidente Franklin D. Roosevelt.
Una finalidad de la NIRA era regular la actividad de las industrias estadounidenses y permitir la "coordinación de esfuerzos" entre éstas para estimular la recuperación económica y establecer un programa nacional de obras públicas. En la práctica se acusó a la NIRA de fomentar monopolios y cárteles empresariales bajo el pretexto de la "cooperación" entre las empresas industriales[cita requerida]. 
La NIRA fue propuesta por el presidente Franklin D. Roosevelt en junio de 1933 como parte del programa del New Deal pero halló resistencia en el Senado estadounidense debido a que la propuesta consideraba una amplia protección para los convenios laborales obtenidos por los trabajadores, además de promover derechos para los sindicatos. Pese a ello, tanto el Senado como la Cámara de Representantes terminaron aprobándola y Roosevelt la promulgó el 16 de junio de 1933. 
La NIRA tenía dos secciones (o Títulos), el primero de los cuales se dedicaba a la recuperación de la industria mediante el dictado de códigos que debían ser acatados por todas las empresas industriales. La ley autorizaba la emisión de "códigos" para la libre competencia, garantizaba derechos sindicales, fijaban estándares de trabajo, y regulaba el precio de algunos productos derivados del petróleo y sus derivados, así como su coste de transporte. La segunda parte de la NIRA creaba la Public Works Administration (PWA), entidad dedicada a financiar de obras públicas por parte del gobierno federal, encargando la ejecución de dichas obras a contratistas privados.
Para ejecutar la NIRA fue creada una entidad llamada National Recovery Administration (NRA) que trabajaría en tal sentido junto a la Public Works Administration (PWA). Gran número de códigos y reglamentos fueron creados por la NRA gracias a las funciones reguladoras que le habían sido confiadas por la Ley, pero la ejecución de dichas normas causó gran resistencia y oposición, al acusarse a la NIRA de ser una herramienta que en la práctica promovía los monopolios y oligopolios entre grandes empresas, así como dificultaba el acceso al mercado de otras empresas más pequeñas. Las reglas de la NIRA referidas a la imposición de precios mínimos atrajeron una gran cantidad de críticas negativas, en tanto se acusaba a la NIRA de fomentar la supervivencia de empresas ineficientes que, sin la fijación de "precios mínimos", jamás hubieran sobrevivido. 
Los cuestionamientos a la NIRA causaron pérdida de apoyo popular a Roosevelt, pero el gobierno continuó aplicando las facultades de intervención consagradas allí, aun cuando se había proyectado que la NIRA estuviera vigente solamente por un plazo de dos años (hasta junio de 1935). No obstante, la Corte Suprema de los Estados Unidos emitió una sentencia importantísima el 27 de mayo de 1935 en el caso Schechter Poultry Corp. v. United States, declarando que la NIRA como una infringía la Constitución estadounidense por violar los principios de separación de poderes. 
Al ser evidente que la NIRA se había tornado impopular entre la comunidad empresarial de Estados Unidos y que ahora era declarada inconstitucional, el presidente Roosevelt acordó poner fin a su vigencia, y suprimir la NRA, su órgano ejecutor. No obstante, las partes de la NIRA que protegían a los sindicatos y aumentaban los derechos de los trabajadores no fueron afectadas por el fallo de la Corte Suprema y así permanecieron vigentes en la National Labor Relations Act de 1935.